# Zomba
Zomba es una ciudad en el Sur de Malaui. Situada en las Shire Highlands. Es la capital administrativa del Distrito de Zomba.

## Contexto
Fue la capital de África Central Británica, más tarde Nyasalandia, antes del establecimiento de la República de Malaui en 1964. La ciudad es bien conocida por su arquitectura colonial inglesa y su localización en la base de la meseta Zomba. También es la sede del Chancellor College de la Universidad de Malawi.

## Geografía física
La Meseta Zomba es la característica más famosa de la región. En algunos puntos se eleva hasta los 1.800 m y está cubierta por tramos con Junípera africana y Widdringtonia, así como por otra vegetación de tipo mixto. Su superficie se encuentra cruzada por regueros de escorrentía y salpicada de pequeñas cascadas y lagos. El camino hasta el punto más elevado de esta meseta es muy transitado por los turistas.
Desde la meseta puede verse el Lago Chilwa hacia el norte, el Monte Mulanje hacia el sudeste y el río Shire hacia el oeste.

## Transporte
El camino más sencillo para llegar a Zomba es mediante un servicio de bus desde Lilongüe o Blantyre por la autovía M-1, la más importante del país (que lo atraviesa de norte a sur).

## Demografía
| Año  | Habitantes |
| ---- | ---------- |
| 1977 | 24.234     |
| 1987 | 43.250     |
| 1998 | 64.115     |
| 2008 | 101.140    |

## Galería

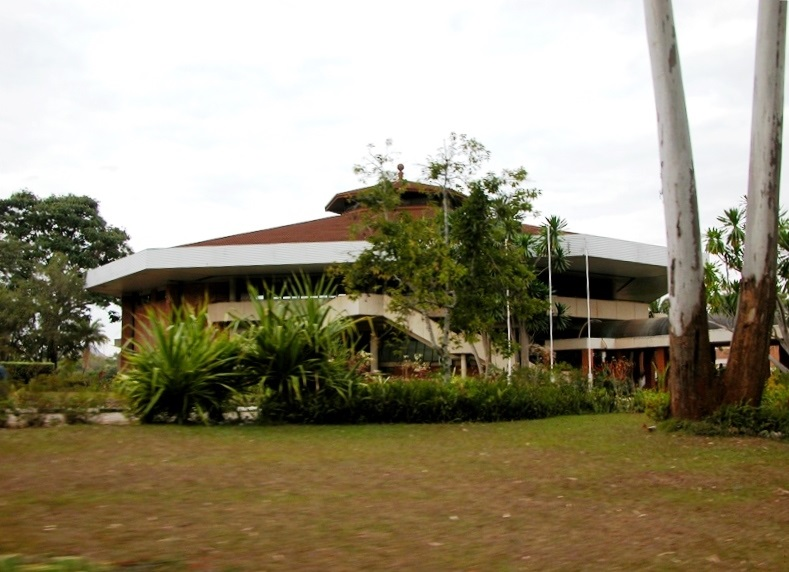
Universidad de Zomba.
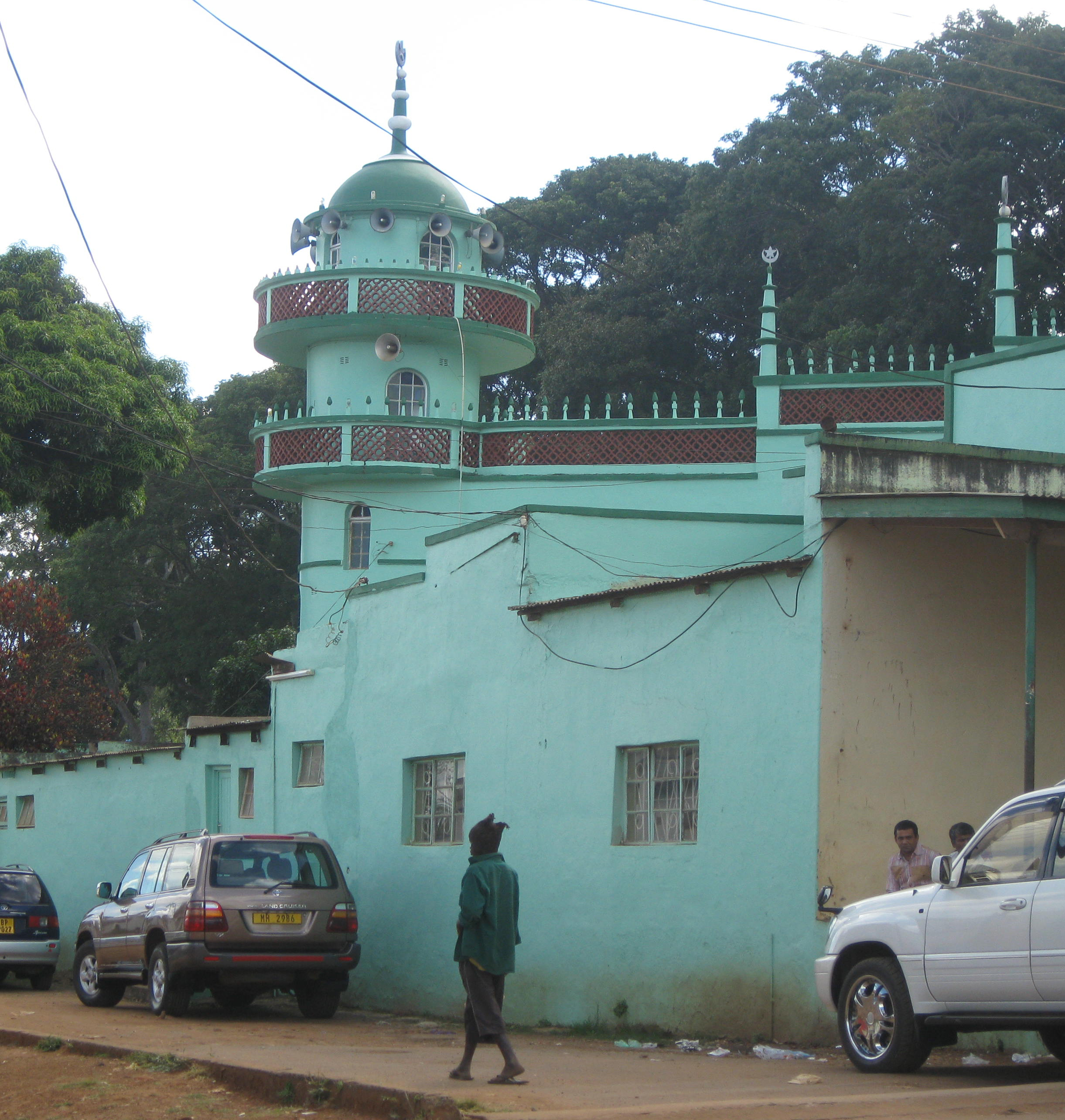
Mezquita en Zomba
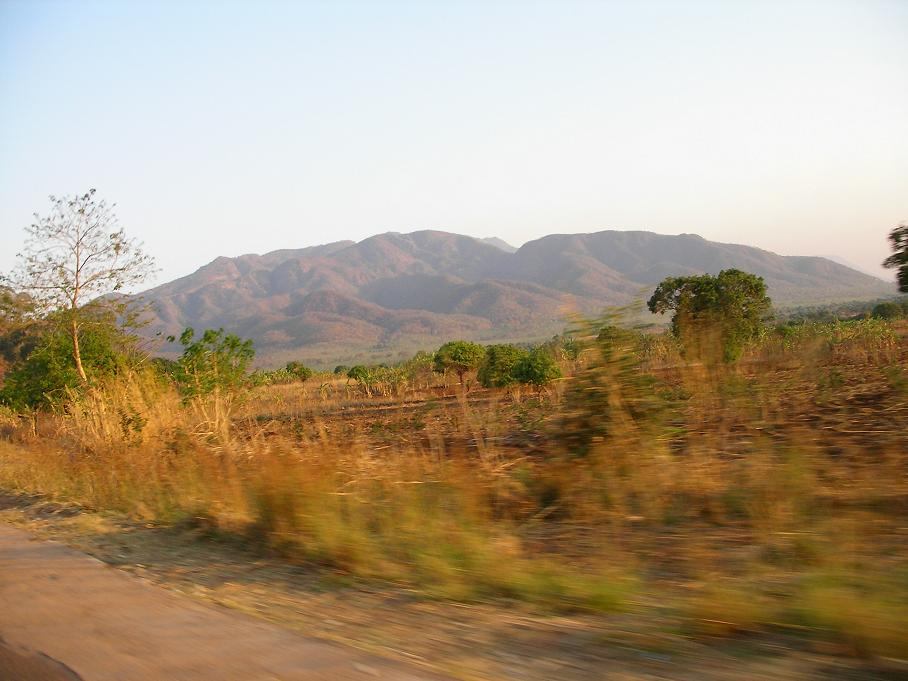
Vista de la Meseta Zomba desde la autovía.